# Astragalus tragacantha
Astragalus tragacantha är en ärtväxtart som beskrevs av Carl von Linné. Astragalus tragacantha ingår i släktet vedlar, och familjen ärtväxter. Inga underarter finns listade i Catalogue of Life.
Blommorna är vita.

## Bildgalleri

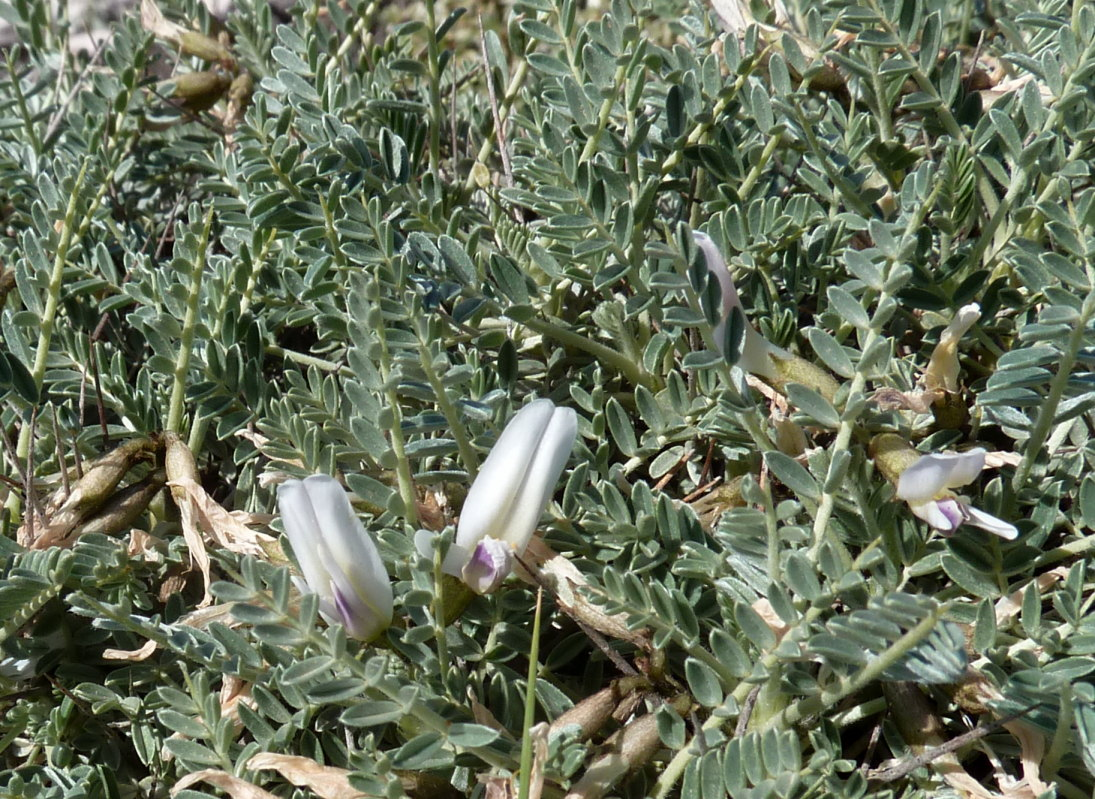
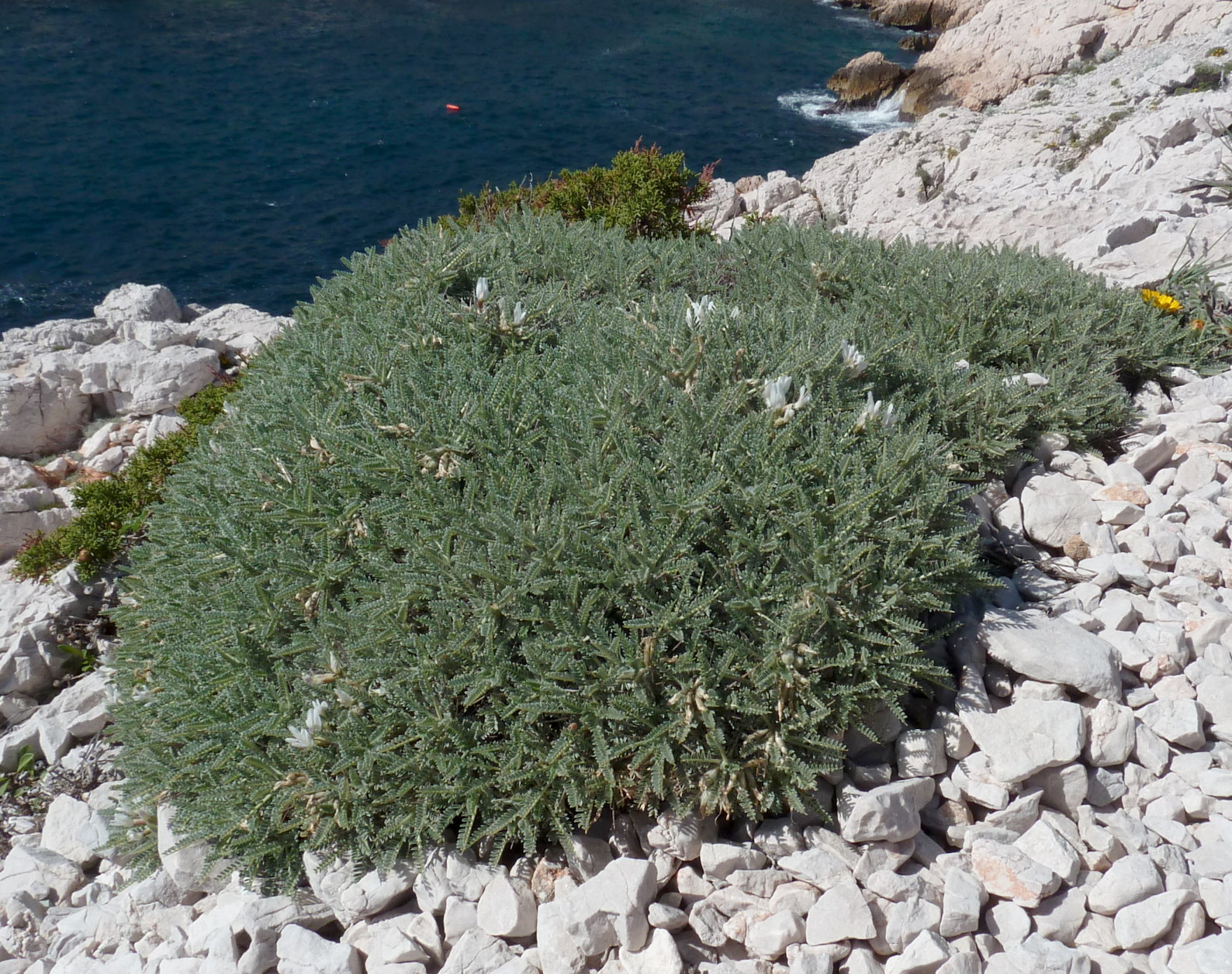